# Вольницкий сельский совет (Чутовский район)
Вольницкий сельский совет (укр. Вільницька сільська рада) — входит в состав
Чутовского района
Полтавской области
Украины.
Административный центр сельского совета находится в 
с. Вольница.

## Населённые пункты совета
- с. Вольница
- с. Лысовщина
- с. Флоровка